# Domenico Merzagora
Domenico Merzagora (fl. XV secolo) fu uno scultore del legno attivo in Val d'Ossola negli ultimi decenni del XV secolo.

## Vita ed opere

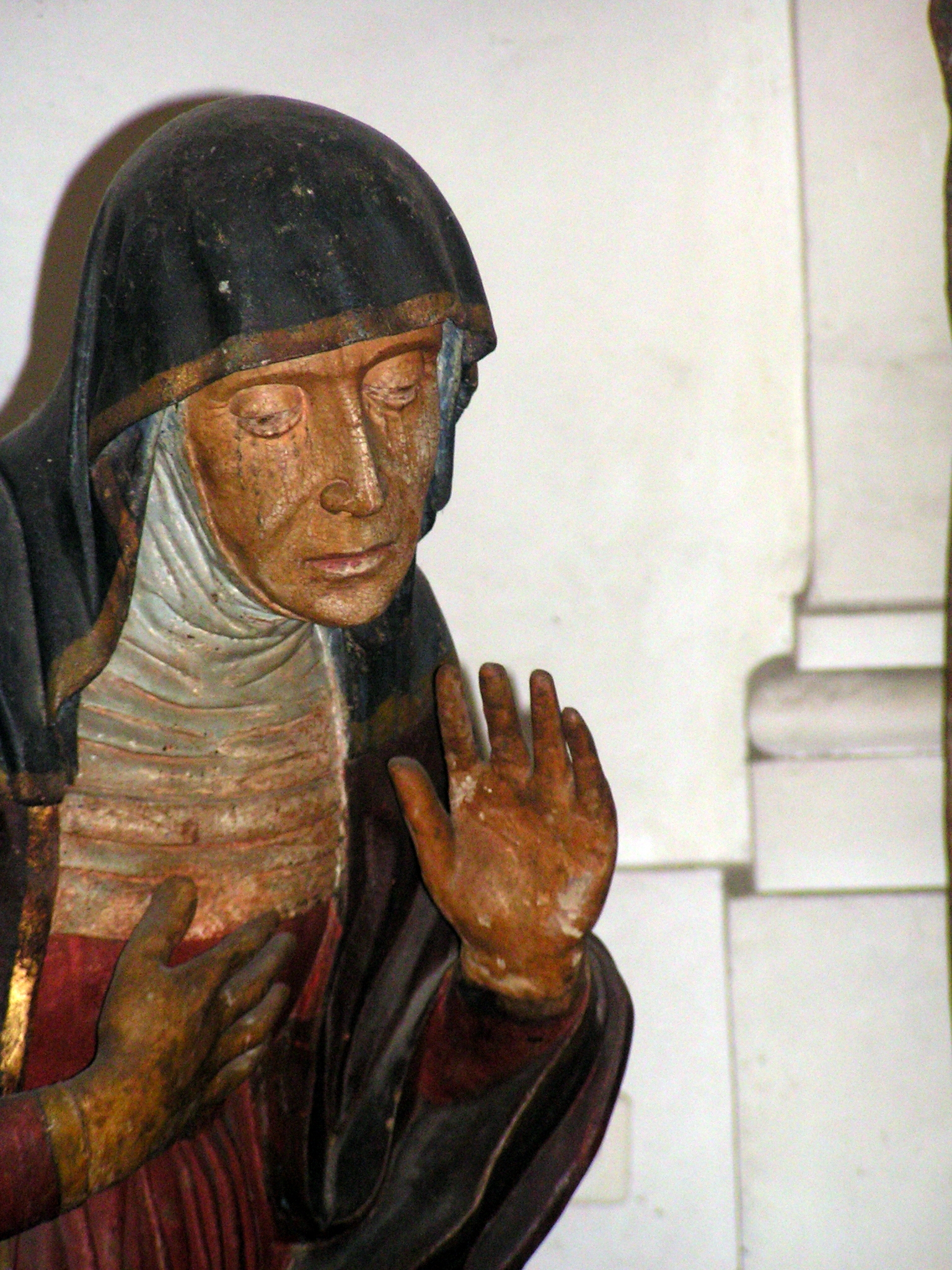
Una delle statue del Compianto presente nel Santuario della Madonna del Sasso ad Orsellina

Poche e frammentarie sono le notizie sulla vita e sulle opere dello scultore. Documenti di archivio lo qualificano come intagliatore in legno, capostipite di una bottega di artigiani che rimase attiva in Val d'Ossola sino all'inizio del XVII secolo.
Nessuna opera gli è attribuita con certezza; si ipotizza tuttavia che fu attivo soprattutto nella realizzazione di gruppi scultorei raffiguranti il Compianto sul Cristo morto, opere che danno vita alla messa in scena dell'episodio evangelico in forma di "sacra rappresentazione", e nelle quali – oltre al corpo del Cristo irrigidito dalla morte – compaiono generalmente le figure dolenti delle "tre Marie" (vale a dire la Madonna, Maria di Cleofa e Maria Salome), la Maddalena, San Giovanni Evangelista ed i due protagonisti maschili della "Deposizione dalla Croce": Giuseppe d'Arimatea, (riconoscibile nella iconografia "canonica" dall'atto di reggere la corona di spine ed i chiodi) e Nicodemo (raffigurato con le tenaglie ed il martello).
La diffusione dei gruppi lignei dei Compianti fu particolarmente ampia verso la fine del XV secolo, anche nelle aree alpine, in virtù dell'estendersi della predicazione francescana.
Il nome di Domenico Merzagora è stato proposto dai critici per identificare l'ignoto autore - convenzionalmente indicato come "Maestro di Santa Maria Maggiore" - del pregevole Compianto, realizzato verso il 1480, già collocato nella chiesa dell'Assunta nel comune di Santa Maria Maggiore in Val Vigezzo, ed ora al Museo Civico d'Arte Antica di Torino, in Palazzo Madama). Tale opera presenta modi stilistici vicini ai più accreditati maestri del legno operanti all'altezza di quella data nel Ducato di Milano, ed in particolare a Baldino da Surso.
Ragioni di analogia di stilistica e di affinità di intaglio hanno portato ad attribuire al presunto Domenico Merzagora (alias "Maestro di Santa Maria Maggiore") anche il Compianto che si trova oggi nel Santuario della Madonna del Sasso ad Orselina nel Canton Ticino, (proveniente però dalla chiesa di San Francesco di Locarno). 
Tale gruppo scultoreo presenta, rispetto a quello di Torino, un comune linguaggio poetico con una gestualità lievemente più accentuata, fatto che fa propendere i critici per una datazione un poco più tarda.
Apprendiamo da un documento del 1485 che i committenti di un altro Compianto (oggi scomparso), destinato ad una confraternita di Gallarate, diedero al maestro intagliatore milanese Giacomo Del Maino disposizioni perché prendesse a modello quello realizzato per i francescani di Locarno.
Tale documento oltre a fissare una data ante quem per il gruppo della Madonna del Sasso, testimonia l'intreccio stilistico che dovette realizzarsi l'artista ossolano e le più rinomate botteghe milanesi dell'epoca.
Il nucleo ristretto di opere che gli sono state attribuite comprende anche due statue di un altro Compianto ligneo  (il Cristo morto e una Maria) conservate nell'oratorio di Santa Caterina, a Cosasca nel comune di Trontano; altre sue sculture sono conservate in collezioni private.
Gli è stato attribuito inoltre il gruppo del Calvario, statue lignee del Crocifisso, con la Madonna e San Giovanni evangelista ai piedi della croce, nella Basilica di San Giulio, opera datata attorno al 1490.

## Immagini di opere attribuite all'artista
- Compianto del Museo civico di arte antica a Torino

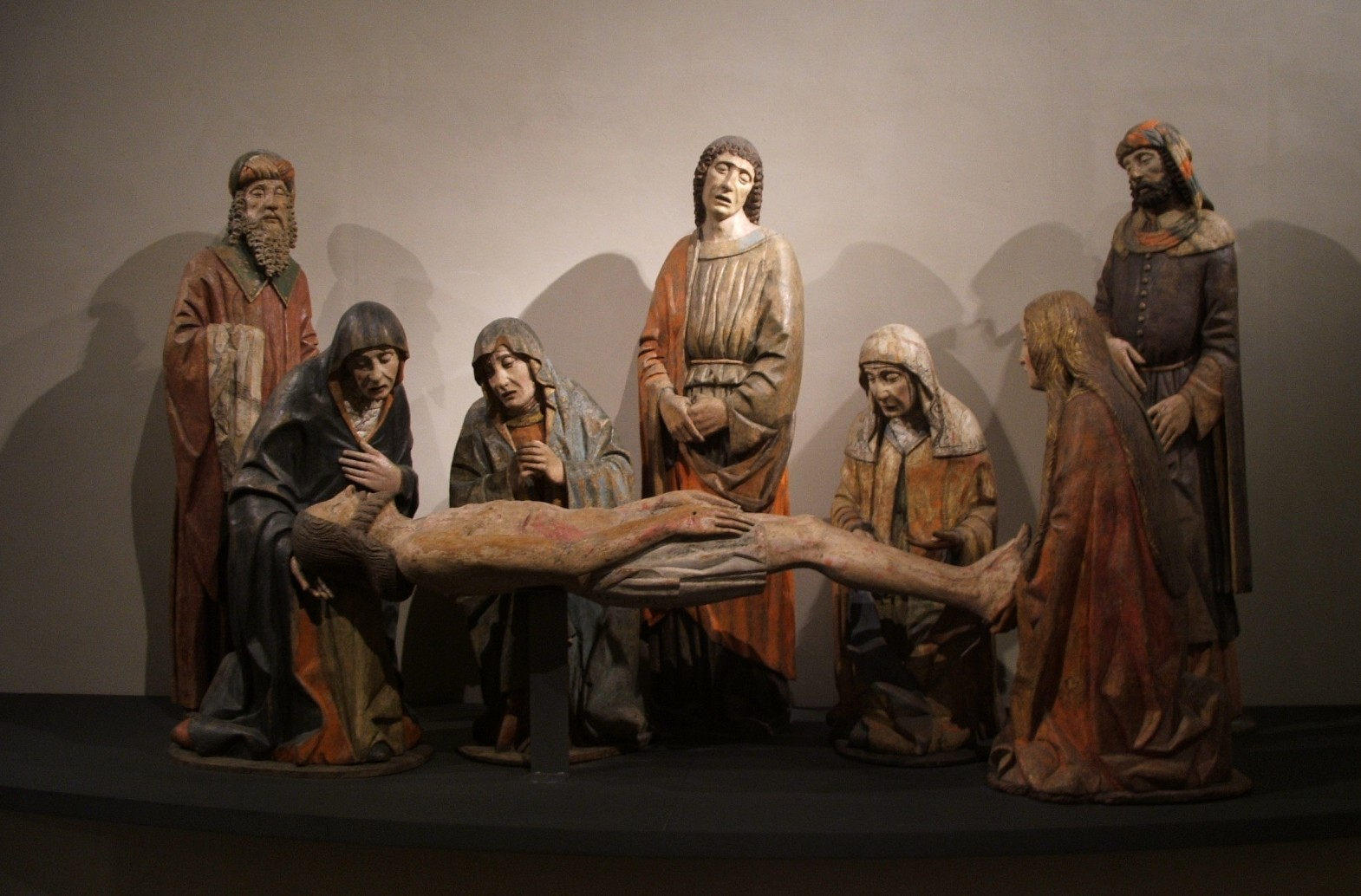
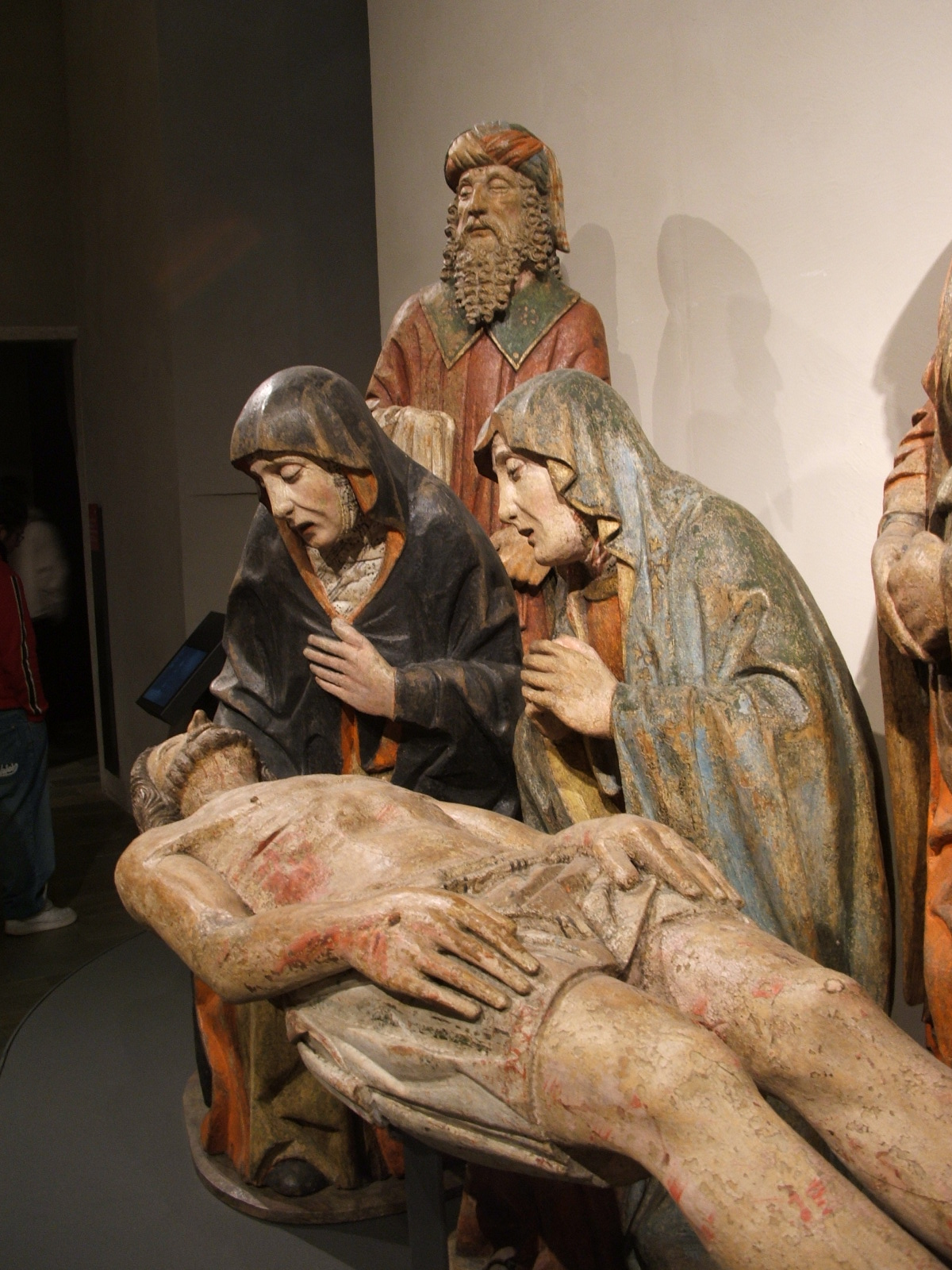
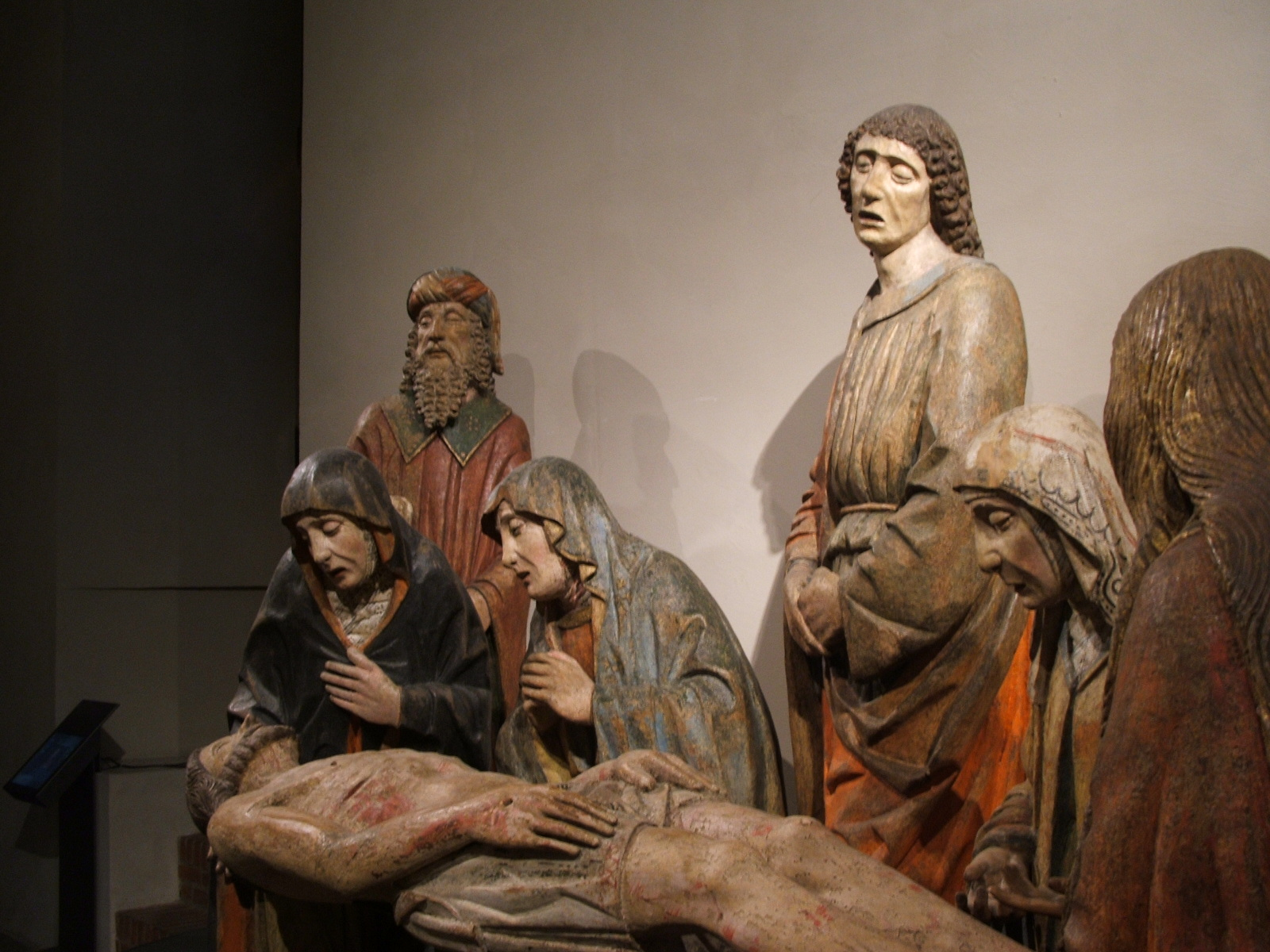
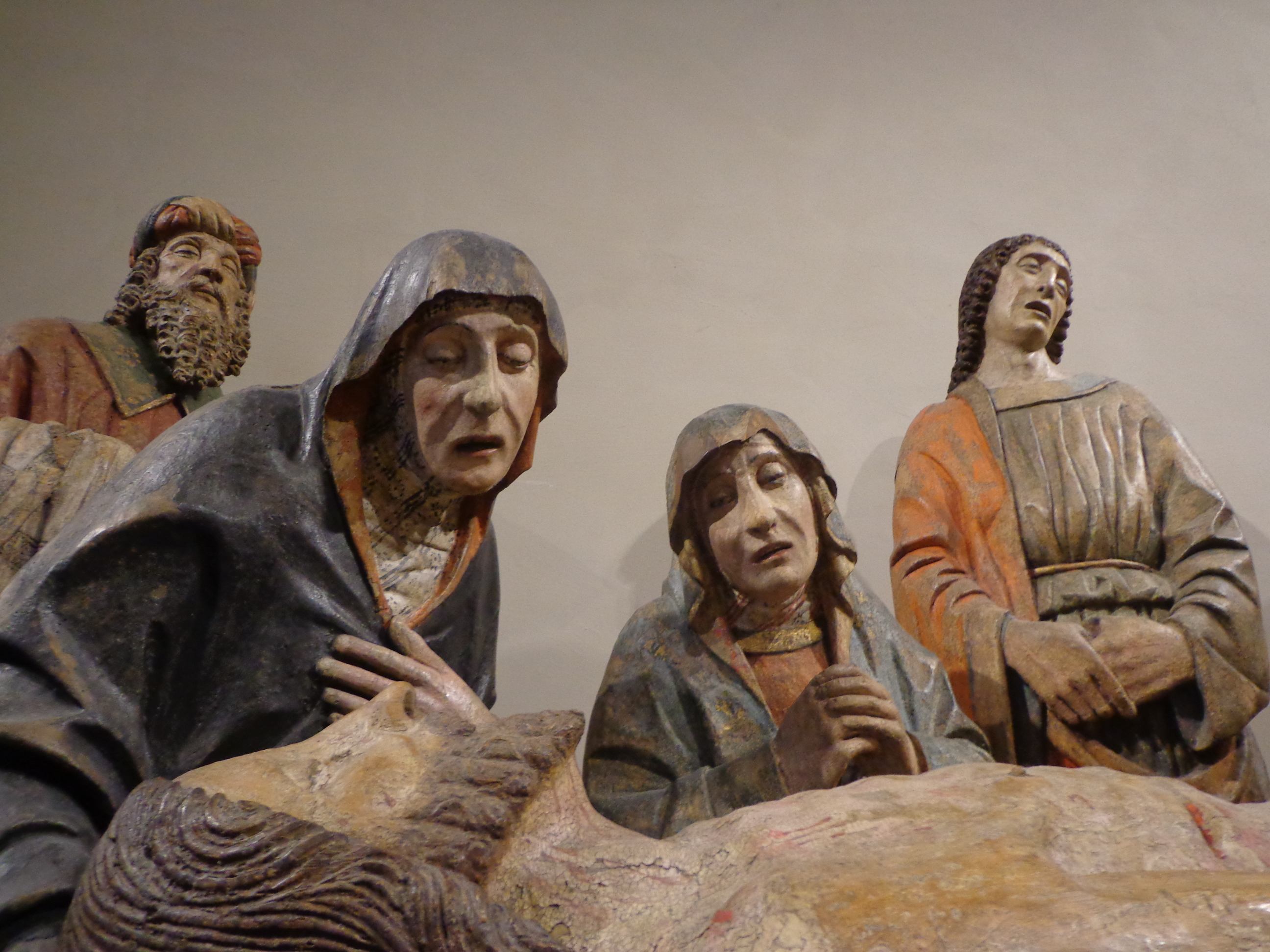

- Compianto della Madonna del Sasso ad Orselina

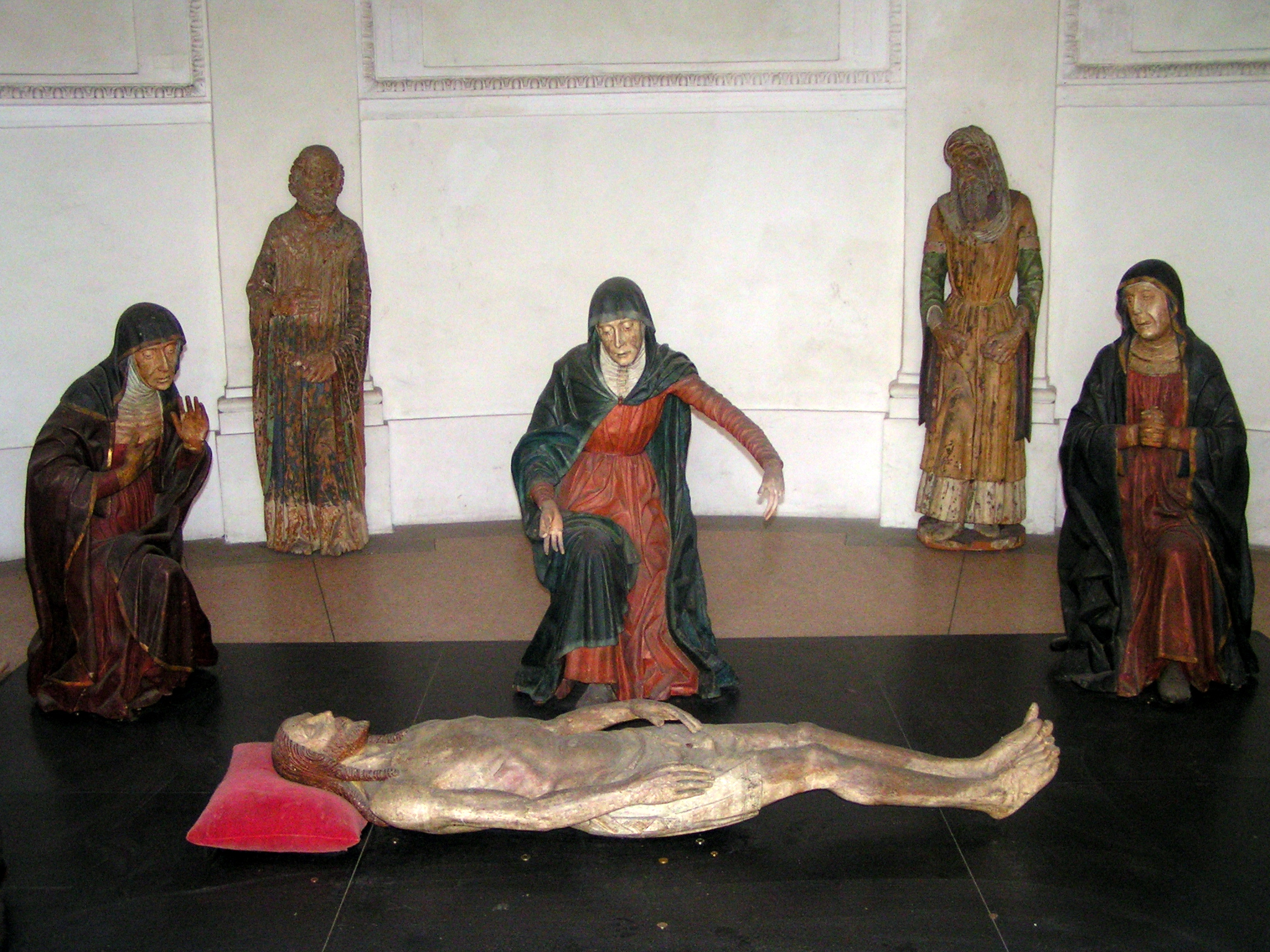
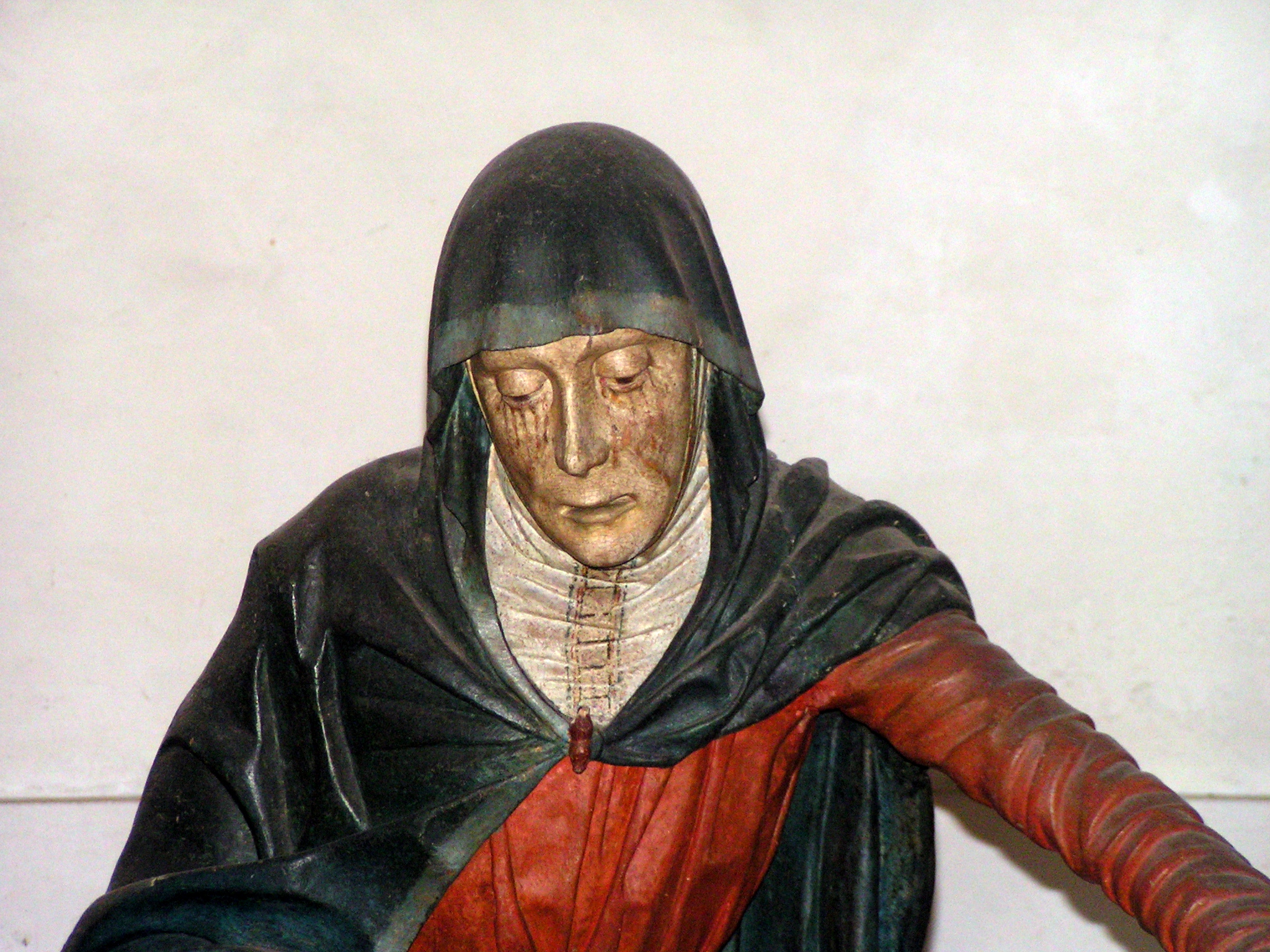
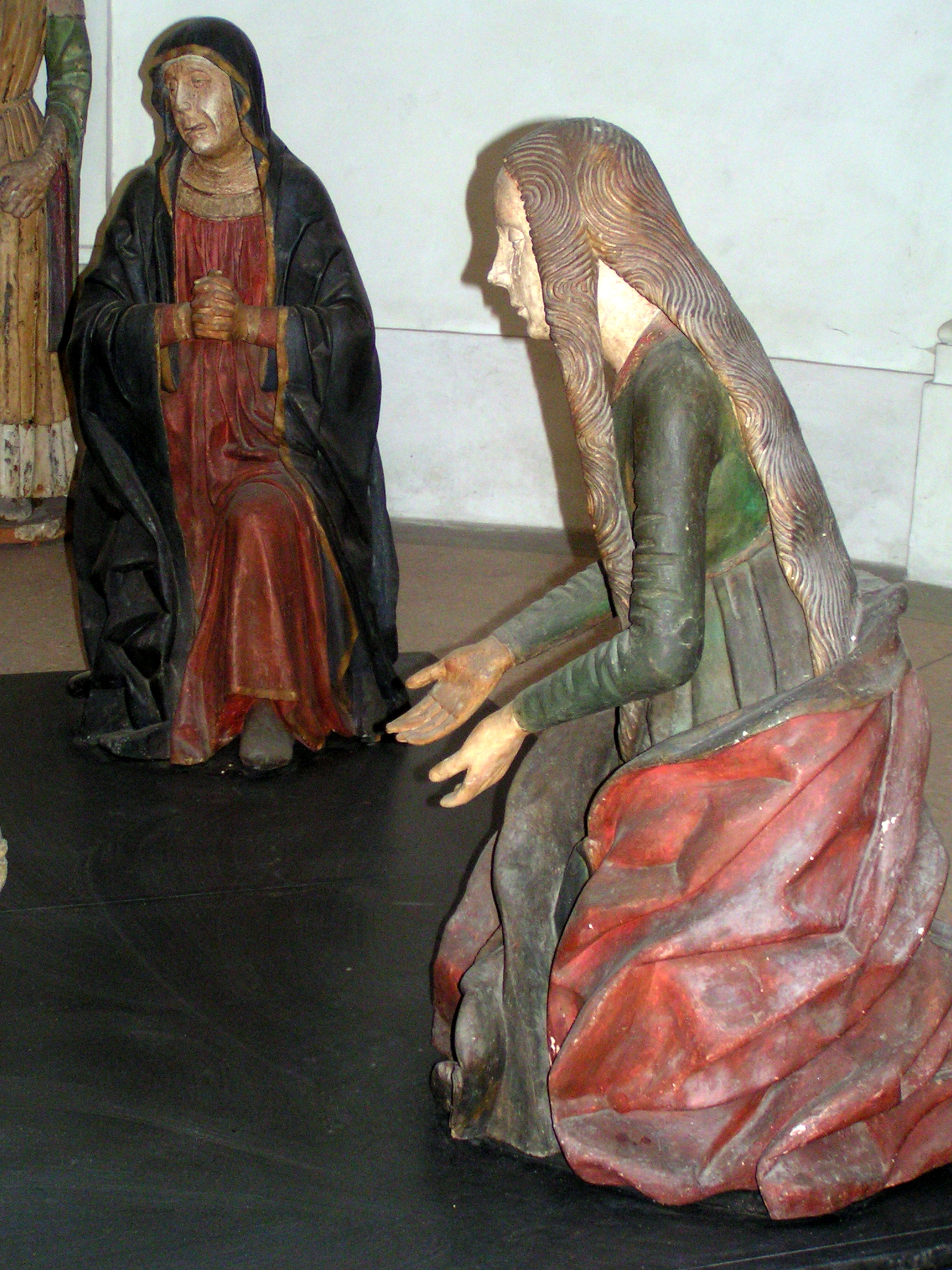
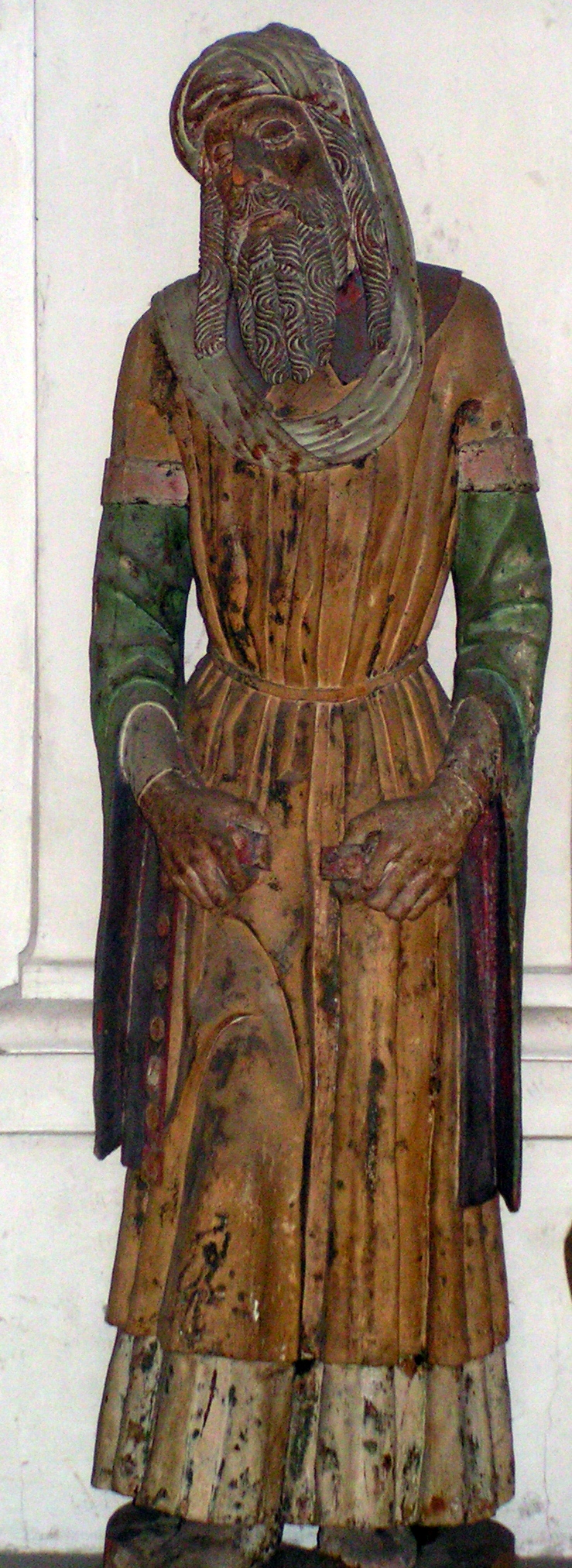